# Jan Škoda
Jan Škoda (2. května 1896, Smíchov – 17. listopadu 1981, Praha) byl český divadelní režisér, ředitel, dramaturg a herec. Byl manželem herečky Soni Neumannové, švagrem herce ND Stanislava Neumanna, zetěm básníka S. K. Neumanna.

## Život

### Studium
Po maturitě v roce 1914 na reálném gymnáziu v Praze pokračoval po první světové válce v dalším studiu na Českém vysokém učení technickém a současně na dramatickém oddělení konzervatoře v Praze (1920–1923).
Na konzervatoři byl žákem profesora Jaroslava Hurta, ve dvacátých letech spolu s dalšími mladými posluchači a absolventy třídy J. Hurta hrál v holešovické Legii malých v mimoškolních veřejných představeních. Práce v tomto studiu se zúčastnili rovněž např. Jiřina Šejbalová, František Salzer, Jiří Frejka, Erik A.Saudek, Bohuš Záhorský, František Muzika, František Zelenka, Jaroslav Ježek, Saša Machov a další.
Jako student konzervatoře se stal v roce 1921 elévem činohry Národního divadla a vystupoval zde v menších rolích až do roku 1924.

### Režisér a ředitel
Následně působil jako režisér v divadle v Košicích (1924–1926), ve Východočeském divadle (režisér, šéf činohry 1926–1928), v Českých Budějovicích (1928–1929) a od roku 1930 do roku 1937 jako šéf činohry a režisér v ostravském Národním divadle moravskoslezském (s výjimkou sezóny 1931/1932 strávené ve Slovenském národním divadle v Bratislavě, kde zastával pozici šéfa české činohry).
V letech 1937–1939 byl šéfem činohry a režisérem Zemského divadla v Brně a od konce roku 1939 se vrátil do NDM v Ostravě jako šéf činohry a režisér, v letech 1940–1942 byl jeho ředitelem.
Za okupace byl v roce 1942 zatčen, avšak následně propuštěn a zbaven funkce ředitele.
Od roku 1943 pracoval v Nezávislém divadle, Intimním divadle a režíroval pohostinsky v divadle Uranie. V květnu 1945 založil spolu s dalšími ostravskými divadelníky Karlem Paloušem a scénografem Janem Sládkem v Praze „Malé realistické divadlo“ a stal se jeho ředitelem. Divadlo sídlilo v sále v malostranské Umělecké besedě.
Jan Škoda chtěl připojit k divadlu jako pobočnou scénu i Divadlo satiry a toto se stalo v sezóně 1945/1946 jeho formální součástí. V září 1945 přestěhoval své divadlo do bývalého Švandova divadla a nové divadlo působilo pod jménem „Realistické divadlo“. Do souboru byli angažováni například Jiří Dohnal, Bohuš Záhorský a Jiřina Petrovická. Dramaturgem divadla se stal E. A. Saudek, známý překladatel děl W. Shakespeara.
V letech 1950–1951 byl režisérem činohry v Národním divadle v Praze. V Národním divadle spolupracoval výhradně s divadelním scénografem Františkem Tröstrem, kterého často zval i později ke spolupráci na svých inscenacích do Vinohradského divadla.
Od roku 1951 působil jako umělecký šéf a režisér v Divadle na Vinohradech, resp. ve zde působícím Divadle čs.armády (od sezóny 1955/1956 jako Ústřední divadlo čs. armády) a to až do svého odchodu na odpočinek (1960).

### Nejen divadlo
Ještě před druhou světovou válkou se stal členem KSČ. V roce 1946 podepsal prokomunistické „Májové poselství kulturních pracovníků českému lidu!“ publikované před květnovými volbami do Ústavodárného Národního shromáždění. Tento předvolební manifest komunistů podepsalo celkem 843 kulturních pracovníků a komunisté volby vyhráli. Později podepsal prokomunistickou výzvu Kupředu, zpátky ni krok!, jež byla vydána dne 25. února 1948 pro podporu komunistického převratu. V březnu 1948 byl členem představenstva přípravného výboru pro Sjezd národní kultury, který řešil poúnorové směřování kulturní politky ze stranického hlediska. Na tomto sjezdu (10.–11. dubna 1948) měl i projev. V dubnu 1948 byl členem kulturní komise Ústředního akčního výboru Národní fronty. Od prosince 1948 byl členem přípravného výboru Jiráskovské akce. Komunistickým režimem byl oceňován.

## Ocenění
- 1948, 1951 Státní cena Klementa Gottwalda
- 1949 Řád 25. února 1948
- 1954 titul národní umělec
- 1961 Řád republiky

## Vybrané divadelní režie
- 1932 J. W. Goethe: Faust, Národní divadlo moravskoslezské
- 1935 K. Čapek: Loupežník, Národní divadlo moravskoslezské
- 1936 M. Gorkij: Jegor Bulyčov a ti druzí, Národní divadlo moravskoslezské
- 1937 Ferdinand Bruckner: Napoleon I., Zemské divadlo v Brně
- 1938 K. Čapek: Matka, Zemské divadlo v Brně
- 1939 E. Rostand: Cyrano z Bergeracu, Zemské divadlo v Brně
- 1940 E. O'Neill: Toužení pod jilmy, Národní divadlo moravskoslezské
- 1944 E. Hardt: Blázen Tantris, Vinohradské divadlo – na scéně Divadla J. K. Tyla (pohostinská režie Jana Škody)
- 1944 Jan Grmela: Klec ze zlata, Nezávislé divadlo
- 1944 W. Gilbricht: Boty pod postelí, Nezávislé divadlo
- 1945 A. N. Ostrovskij: I chytrák se spálí, Realistické divadlo
- 1945 F. V. Jeřábek: Služebník svého pána, Realistické divadlo
- 1945 L. Holberg: Bez bázně a hany, Realistické divadlo
- 1945 Molière: Don Juan, Realistické divadlo
- 1946 J. Mahen: Mezi dvěma bouřkami, Realistické divadlo
- 1946 W. Shakespeare: Veselé paničky windsorské, Realistické divadlo
- 1946 H. Ibsen: Opory společnosti, Realistické divadlo
- 1946 W. Shakespeare: Večer tříkrálový, Realistické divadlo
- 1947 Sean O'Casey: Juno a páv, Realistické divadlo
- 1947 Molière: Škola manželů, Realistické divadlo
- 1947 P. Mérimée: Kočár nejsvětější svátosti, Realistické divadlo
- 1947 G. B. Shaw: Muž budoucnosti, Realistické divadlo
- 1948 A. Miller: Všichni moji synové, Realistické divadlo
- 1949 P. A. Pavlenko: Štěstí, Realistické divadlo
- 1950 A. Jirásek/Vostřák: Filosofská historie (balet), Divadlo J. K. Tyla Plzeň
- 1950 A. P. Štejn: Čestný soud, Tylovo divadlo, 50 repríz
- 1950 A. N. Ostrovskij: Výnosné místo, Tylovo divadlo, 79 repríz
- 1951 J. A. Burjakovskij: Lidé, bděte!, Národní divadlo (ND), 100 repríz
- 1951 W. Shakespeare: Othello, Tylovo divadlo, 80 repríz
- 1952 S. Vurgun: Východ slunce, Divadlo čs. armády
- 1952 A. Jirásek: Jan Roháč, Divadlo čs. armády
- 1952 A. Jirásek: Jan Žižka, Divadlo čs. armády
- 1953 W. Shakespeare: Mnoho povyku pro nic, Divadlo čs. armády
- 1954 Nâzım Hikmet: Legenda o lásce, Divadlo čs. armády
- 1955 Jiří Procházka: Ohně na horách, Divadlo čs. armády
- 1955 Friedrich Schiller: Don Carlos, Divadlo čs. armády
- 1955 Milan Jariš: Inteligenti, Ústřední divadlo čs. armády
- 1956 K. Korcelli: Dům na Tvrdé, Ústřední divadlo čs. armády
- 1956 M. Gorkij: Barbaři, Ústřední divadlo čs. armády
- 1958 L. I. Slavin: Intervence, Ústřední divadlo čs. armády
- 1958 Arnošt Dvořák: Král Václav IV, Ústřední divadlo čs. armády
- 1959 W. Shakespeare: Koriolanus, Ústřední divadlo čs. armády
- 1960 Ilja Prachař: Svět, kde se nežebrá, Ústřední divadlo čs. armády

## Vybrané divadelní role
- 1923 A. Jirásek: Jan Hus, Stašek, Smolař, Národní divadlo, režie Karel Želenský
- 1923 V. Sardou: Cyprienna, První detektiv, Stavovské divadlo, režie Miloš Nový
- 1923 J. W. Goethe: Faust, Pátý tovaryš, ND, režie Vojta Novák
- 1923 B. Björson: Král, Maskovaný pán, Stavovské divadlo, režie Vojta Novák
- 1923 Molière: Misantrop, Posel maršálského úřadu Francie, ND, režie Karel Dostal
- 1924 D. N. Fonvizin: Mazánek, Lokaj, Národní divadlo, režie Václav Vydra st.
- 1924 A. Jirásek: Jan Žižka, Hartneid z Lichtenštejna, ND, režie Vojta Novák
- 1924 L. N. Andrejev: Rozum, Třetí lékař, ND, režie Jaroslav Hurt

## Osobnosti českého divadla o Janu Škodovi
Vladimír Hlavatý
- Jan Škoda byl vynikající režisér realistické školy. Režisér – jak se říká koncepční, s přesnou představou o tvaru divadla. Měl smysl pro pravdivý realistický detail, ale také pro architektonickou výstavbu celku představení. Dělal u nás Gorkého Barbary tak nádherně, že si nedovedu představit lepší inscenaci této hry.[22]

Vlasta Fabianová
- „Velkou událostí začátku padesátých let byla inscenace Othella v režii Jana Škody a ve výpravě Františka Tröstra.“[23]